# Микион
Микион (др.-греч. Μικίων) — македонский военачальник IV века до н. э.

## Биография
Одни исследователи, например, А. Татаки и О. Хоффманн считают, что Микион был по происхождению македонянином, другие, в том числе Г. Берве, высказывают по этому поводу сомнения. В 323 или 322 году до н. э., во время Ламийской войны, Микион с сильным отрядом македонян и наёмников высадился в Аттике у города Рамнунта и стал опустошать побережье. По мнению канадского исследователя В. Хеккеля, не согласного с позицией В. С. Фергюсона, Микион действовал по распоряжению Антипатра, а не Белого Клита, и что этот рейд был предпринят до битвы при Аморгосе. Навстречу выступили афиняне под предводительством Фокиона. В ходе произошедшей ожесточённой схватки афиняне смогли нанести врагам поражение и обратить их в бегство. При этом многие воины Микиона и он сам были убиты.
По предположению В. Хеккеля, Микион несколько ранее мог возглавлять македонскую эскадру, охранявшую Геллеспонт перед переправой войска Леонната в Европу.